# Massimiliano Cagelli
Massimiliano Cagelli (Novara, 19 settembre 1970) è un ex nuotatore italiano.

## Carriera
Specializzato nello stile Rana , ottiene il primo titolo italiano giovanile a quasi 15 anni nei 100 metri della stessa specialità. Successivamente colleziona un totale di 16 titoli italiani giovanili senza mai perdere una finale. Nel 1988 a Firenze vince il primo Titolo Italiano Assoluto nei 200 metri rana, a cui seguiranno altre 6 vittorie sia nei 100 che nei 200 rana e nella staffetta mista, e l'anno successivo conquista a Roma, durante il Trofeo Sette Colli, il primato Italiano Assoluto sempre sui 200 metri rana in 2'17"96. Sempre nel 1989 ottiene il Primato Italiano Assoluto della staffetta 4x100 mista insieme a Stefano Battistelli, Leonardo Michelotti e Giorgio Lamberti durante la Coppa Latina a Nizza, dove la staffetta conquista la medaglia d'oro e contribuisce alla vittoria finale della Nazionale Italiana. 
Ha conquistato anche una medaglia d'Argento e una di Bronzo ai Giochi del Mediterraneo ed una Medaglia di Bronzo in una tappa della Coppa del Mondo di nuoto del 1989. Ha fatto parte della Squadra azzurra agli Europei di Bonn '89 e alle Universiadi di Buffalo '93 alle quali si aggiungono altre 56 convocazioni con la maglia azzurra.